# Kashima (Kumamoto)
Pour les articles homonymes, voir Kashima (homonymie).
Kashima (嘉島町, Kashima-machi) est un bourg situé dans le district de Kamimashiki (préfecture de Kumamoto), au Japon.